# The Poison Sky
"The Poison Sky" (중독된 하늘)는 영국의 SF 드라마 닥터 후 뉴 시즌 4의 다섯 번째 에피소드이다. 2008년 5월 3일 BBC One에서 방송되었다. 이 에피소드에는 닥터의 옛 동행자 마사 존스와 외계 종족 손타란이 등장한다. 2부작 에피소드 중에서 후반부에 해당되는 편이며, 이에 앞서 2008년 4월 26일 1부 "The Sontaran Stratagem"이 방송됐다.
이전화에서 바로 이어지는 "The Poison Sky"에서는 지구 대기를 중독시킨 유독 가스가 사실은 전쟁을 위해 길러지는 손타란 클론 군단의 먹이를 주기 위한 계획이었다는 사실이 드러난다.

## 줄거리
아트모스 (ATMOS) 사의 장치가 부착된 지구상의 자동차 4억 대에서 유독 가스가 나와 인류를 질식시키고 있었다. 도나의 어머니 실비아는 앞유리를 부수고 차 안에 갇혔던 윌프레드 모트를 구한다. 10대 닥터는 도나네 가족에게 건물 안으로 피하고, 가능한 최선을 다해 창문과 대문을 봉쇄하라고 지시한다. 닥터와 도나는 아트모스 공장으로 돌아가서 UNIT에게 손타란과 교전하지 말라고 경고한다. 닥터는 도나에게 타디스에 안전하게 남아 있으라고 말하지만, 손타란은 타디스를 찾아 함선으로 순간 이동시킨다.
UNIT은 손타란 함선을 향해 핵미사일을 발사하지만, UNIT 내에 잠입한 마사의 클론이 방해하면서 물거품이 되고 만다. 닥터는 손타란 함선이 무사한 것을 보고 실제로는 지구의 대기를 독가스로 바꿔놓는 작업이 중단되는 일을 막으려 한다는 사실을 알아낸다. 손타란은 아트모스 공장을 공격, 점령하여 UNIT 부대를 손쉽게 제압한다. UNIT는 반격에 나서고 공중함선 발리언트호를 호출, 손타란들도 방어에 나선다. UNIT의 공격에 이어 닥터는 공장으로 이동, 그곳에 있던 손타란의 클론 생성 장치 중 하나에서 진짜 마사를 발견한다. 안그래도 지금의 마사가 진짜인지 오랫동안 의심해온 닥터는 진짜 마사를 깨운다. 그 과정에서 마사의 클론은 죽어가면서 독가스가 클론의 먹이라는 사실을 밝힌다. 닥터는 독가스를 지구상에 살포한 것은 결국 수십억 명의 손타란 군인을 번식시키려는 계획이라는 결론을 내린다. 닥터는 마사에게 UNIT이 미사일을 발사하지 못하도록 막으라고 말하고 어디론가 달려간다.
닥터는 도나의 도움으로 텔레포트를 써서 타디스를 지구로 되돌려 놓는다. 두 사람은 마사와 함께 라티간의 집으로 순간이동한다. 라티간은 자신에게 새로운 세계를 주겠다는 손타란의 약속이 거짓말이라는 사실을 비로소 알아차리고 정신이 나가 있었다. 닥터는 전 세계의 독가스를 발화시켜 인간이 숨을 쉴 수 있도록 하는 대기 변환기를 만들어낸다. 닥터는 손타란이 패배를 인정하지 않을 것이라는 것을 알고 있지만, 적어도 철수할 기회를 주어야 한다는 생각이었다. 이에 닥터는 손타란 함선으로 순간이동하여 스탈 장군에게 물러날 기회를 주겠다고 말하지만, 스탈 장군은 닥터가 허세를 부리고 있다며 얼마든지 자기네들을 없애보라고 자극한다. 겸손한 사람이 되어버린 라티간은 텔레포트를 다시 활성화하고, 닥터와 위치를 맞바꾸어 손타란 함선에 오른 뒤, 대기변환기를 작동시킨다. 지구 대기상의 독가스가 순식간에 불에 타고, 하늘에 떠 있던 손타란 함선도 화염에 휩싸이면서, 라티간은 손타란과 함께 사망한다.
이후 마사는 타디스에서 도나와 닥터에게 작별인사를 건네고 집으로 돌아갈 준비를 한다. 그러나 마사가 문밖으로 나서기도 전에 타디스 문이 갑자기 닫히더니, 닥터도 모를 어딘가로 출발해 버린다.

### 다른 에피소드와의 연관성
발리언트호는 시즌2 "The Christmas Invasion"에서 시코락스 함선을 파괴한 주역이기도 하며, 토치우드의 무기를 장착한 것으로 등장한다.
닥터는 UNIT의 메이스 대령에게 "지금 같은 상황에서 준장과 함께였다면 더 많은 일을 할 수 있었을 텐데... 위법행위는 안돼요"라는 말을 남기는데, 이는 레스브리지스튜어트 준장을 가리키는 말이다. 한편 메이스 대령에게 방독면을 쓰고서 "당신이 제 엄마에요?" (Are you my mummy?)라는 대사를 하는데, 시즌 1 "The Empty Child" / "The Doctor Dances"에서 등장했던 방독면 소년이 외치던 대사이기도 하다.

## 생산

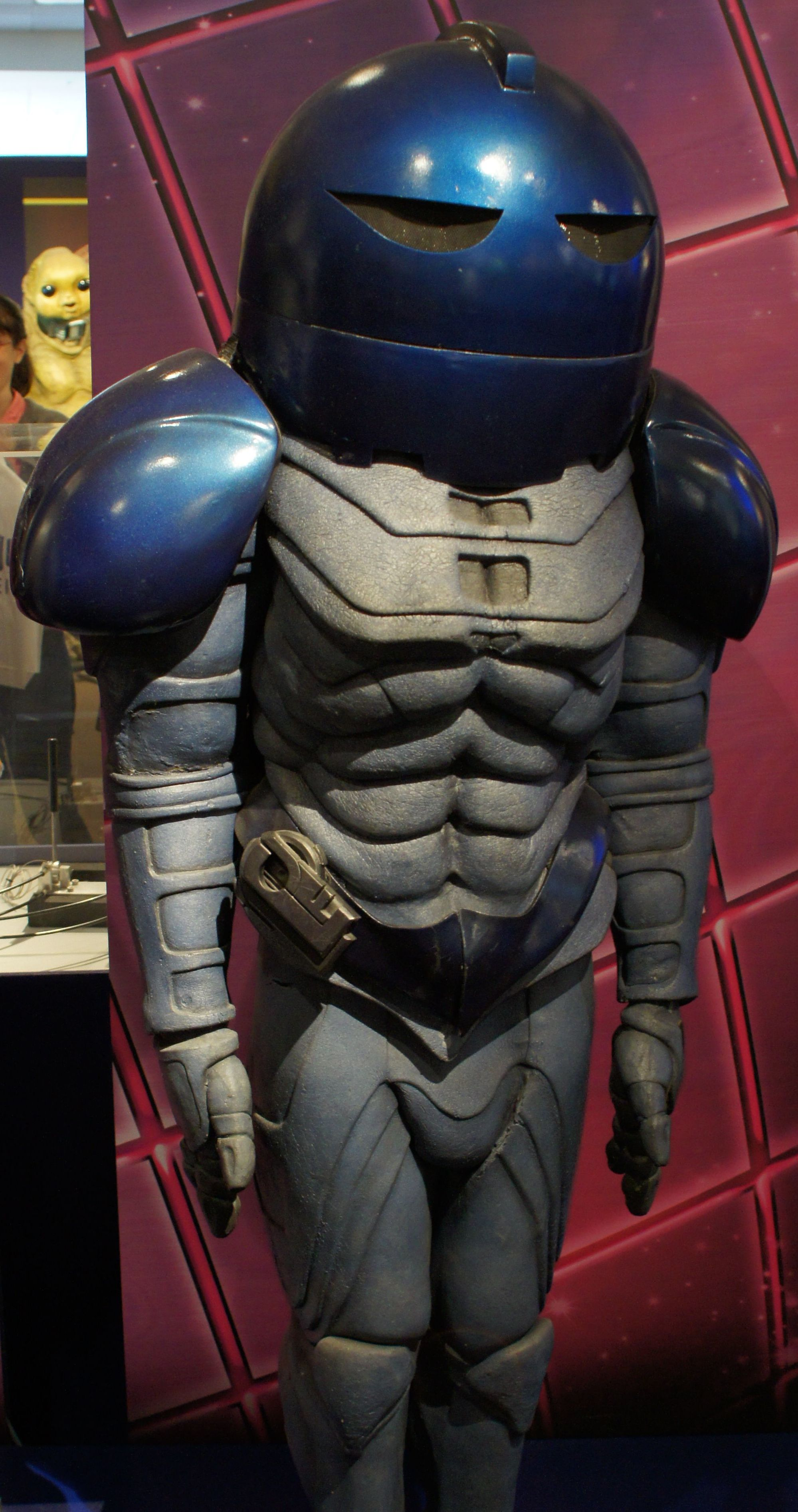
닥터 후 익스피리언스에 전시된 헬멧 착용시의 손타란.

이전화와 함께 2007년 9월부터 5주에 걸쳐 촬영이 이뤄졌다. CG 등 포스트프로덕션 작업은 이전화가 방영되기 일주일 전에 완료되었다.
제작 과정에서 더글라스 매키넌 감독은 에피소드의 절정 씬에서 타디스 콘솔 중앙에 달린 움직이는 기둥이 정상일 때보다 훨씬 빠르게 위아래로 움직이는 것을 보여주려고 했다. 그러나 실제 촬영 과정에서 소품이 부서져 버렸고, 결국 30분간의 수리 끝에 평상시대로의 연출을 택했다고 한다.
도나 노블 역의 캐서린 테이트는 <조너선 로스의 프라이데이 나이트>에 출연하여 당시 일화를 밝혔는데, 2주간의 촬영기간 동안 손타란을 연기하는 배우가 10명이 있었는데, 손타란이 헬멧을 뒤집어쓴 상태여서 실제 사람이 연기하는 것인 줄 모르고 '전기로 작동한다' (ran on electricity)고 생각했다고 한다. 배우가 헬멧을 벗고 진짜 얼굴을 드러내고 나서야 자신이 착각했다는 것을 깨달았다며, 너무 놀라서 죽을 뻔했다는 소감을 남겼다.
닥터가 손타란의 전송을 방해하자 CBeebies의 애니메이션 <토미 줌>의 한 장면이 화면에 나타나는 연출이 있다. 마술사로 변장한 악당 폴루토와 영웅적인 토미, 구경꾼 개 다니엘이 나오는 장면이다. 원래는 <못말리는 어린양 숀>의 한 장면을 따오는 것으로 계획되어 있었으나 무산되었다.
이전의 뉴 시즌 에피소드와 마찬가지로 뉴스 보도가 나왔을 때의 채널은 BBC 뉴스 24를 컨셉으로 삼은 것이지만, BBC의 로고는 빠진 채 '뉴스 24'라는 자막만 표시된다. 이 에피소드가 제작된 이후 BBC 뉴스 24 채널은 BBC 뉴스 채널로 이름을 바꿨다.
도나가 손타란의 이름을 두고 발음을 어색하게 하는 장면이 있는데, 이는 올드 시즌 시절 손타란이 처음으로 등장하는 에피소드 <The Time Warrior>에서 유래한 것이다. 해당 에피소드에서 손타란의 링크스를 연기한 케빈 린지는 "Son-TAR-an"으로 가운데 발음을 강조하면서 늘상 쓰이는 단어대로 발음했지만, 앨런 브롬리 감독은 강조 없이 발음하기를 원했다. 케빈 린지는 "나는 피의 행성에서 왔다. 내 이름을 발음하는 법 정도는 알고 있다고!"라며 논쟁에서 이겼다.

## 방송
밤새 비공식 시청률 집계에 따르면 "The Poison Sky"는 총 590만 명의 시청자가 시청했으며 동시간대 전체 TV 시청자의 32.5%를 차지했다. 최종 집계된 시청자 수는 653만 명이었다. 이날 가장 많이 본 프로그램은 912만 명의 시청자를 확보한 ITV의 브리튼스 갓 탤런트였으며 닥터후는 2위를 차지했다. 당일 BBC One에서 방송된 프로그램 중에서는 1위, 금주 방송된 프로그램 중에서는 18위를 차지했다. 시청지수는 88점("우수")를 받았다.

### 내용주
1. ↑  이때 손타란 함선에 타고 있던 인물 중 '카 중령' (Commander Kaagh)이란 손타란이 살아남아, 사라 제인 어드벤처 시즌2 1화 <The Last Sontaran>에서 악당으로 등장한다.

### 참조주
1. 1 2 3  “Fact File for "The Poison Sky"”. BBC. 2008년 5월 6일에 확인함.
2. ↑  “Doctor Who's top ten references to… Doctor Who - 5”. 《Radio Times》 (영어). 2015년 8월 17일. 2017년 9월 20일에 원본 문서에서 보존된 문서. 2018년 3월 26일에 확인함.
3. ↑  “Dr Who Coup for Mackinnon”. 《allmediascotland》. 2008년 4월 25일. 2008년 5월 2일에 원본 문서에서 보존된 문서. 2008년 5월 3일에 확인함.
4. ↑  “Doctor Who's Tardis wrecked by Scots director”. 《sundaymail.co.uk》. 2008년 5월 4일. 2008년 5월 4일에 확인함.
5. ↑  〈Friday 4th April 2008〉. 《Friday Night with Jonathan Ross》. London. 2008년 4월 4일. BBC. BBC One.
6. ↑  “When Catherine Tate Met the Sontarans - Jonathan Ross - BBC One”. BBC. 2008년 5월 4일에 확인함.
7. ↑  “On TV”. BBC. 2009년 1월 21일에 원본 문서에서 보존된 문서. 2008년 5월 4일에 확인함.
8. ↑  “Tommy Zoom”. BBC. 2008년 5월 14일에 원본 문서에서 보존된 문서. 2008년 5월 4일에 확인함.
9. ↑  “Weekly Viewing Summary w/e 04/05/2008”. BARB. 2008년 5월 14일. 2008년 7월 12일에 원본 문서에서 보존된 문서. 2008년 5월 14일에 확인함.
10. ↑  Marcus (2008년 5월 5일). “The Poison Sky - AI and Digital Ratings”. Outpost Gallifrey. 2008년 5월 3일에 원본 문서에서 보존된 문서. 2008년 5월 5일에 확인함.